# Виголо
Вѝголо (на италиански: Vigolo; на ломбардски: Igol, Игол) е село и община в Северна Италия, провинция Бергамо, регион Ломбардия. Разположено е на 616 m надморска височина. Населението на общината е 581 души (към 2017 г.).